# Da Capo
Da Capo – czwarty album studyjny zespołu Ace of Base wydany 30 września 2002 za pośrednictwem Mega Records, Universal Music Group (w Europie) i EMI Music Japan (Japonia; wydany z alternatywną okładką i utworami bonusowymi). Wersja europejska zawiera 12 utworów, wersja japońska 15.
Pierwotna data wydania albumu została zaanonsowana jako lato 2000, jednak problemy zespołu z kontraktami z wytwórniami płytowymi spowodowały przesunięcie wydania o rok. Ostatecznie Da Capo został wydany 30 września 2002, lecz nie odniósł wtedy sukcesu komercyjnego.
Promocją albumu zajęło się dwoje spośród członków zespołu: Jenny Berggren i Ulf Ekberg. Jonas został w domu wraz ze swoimi dziećmi, a Linn Berggren nie dołączyła do grupy z powodu lęku przed podróżowaniem samolotem. Promocja albumu zawarła podróże do takich państw jak Szwecja, Dania, Norwegia, Finlandia, Polska i Austria.
Według danych na 2008, album sprzedał się w nakładzie pomiędzy 400 000 a 500 000 kopii, co jest liczbą bardzo skromną w porównaniu do poprzednich wydawnictw zespołu.
W jednym z wywiadów Ekberg stwierdził, że album będzie wydany w USA i będzie zawierał akustyczne wersje utworów. Pomimo tego Da Capo nigdy nie został oficjalnie wydany w Stanach Zjednoczonych i Australii, choć jest dostępny w serwisie iTunes. Album został wydany w niewielkim nakładzie w Wielkiej Brytanii 21 listopada 2002 przez Polydor Records; krążek wydany przez tę wytwórnię nie był promowany.
Nazwa albumu została zainspirowana muzycznym terminem Da capo al fine.
Album w kilku krajach został wydany w standardzie Copy Control.

## Lista utworów
1. "Unspeakable" (Adam Anders, Jonas Berggren, Magnus Lindsten, Nicklas Von Der Burg) – 4:14
2. "Beautiful Morning" – (Berggren, Jenny Berggren, Linn Berggren) – 4:01
3. "Remember the Words" (Berggren, Anoo Bhagavan, Harry Sommerdahl, Jonas Von Der Burg) – 4:43
4. "Da Capo" (Berggren) – 4:11
5. "World Down Under" (Berggren, Sommerdahl, Von Der Burg) – 4:34
6. "Ordinary Day" (Berggren) – 4:24
7. "Wonderful Life" (Black) – 5:15
8. "Show Me Love" (Berggren) – 4:43
9. "What's the Name of the Game?" (Berggren, Berggren, Berggren, Sommerdahl, Von Der Burg) – 4:04
10. "Change with the Light" (Berggren, Berggren, Berggren, Ulf Ekberg) – 4:37
11. "Hey Darling" [German pressing included an alternate version] (Berggren) – 4:18
12. "The Juvenile" (Berggren) – 3:46

### Utwory bonusowe dostępne na japońskiej wersji albumu
1. "Don't Stop"
2. "Summer Days"
3. "Beautiful Morning (Groove Radio Edit)"

## Pozycje na listach przebojów

### Album
| Lista                                       | Pozycja |
| ------------------------------------------- | ------- |
| Austrian Albums Chart                       | 61      |
| Estonian Albums Chart                       | 36      |
| German Albums Chart                         | 48      |
| Japanese Albums Chart                       | 40      |
| Japanese International Artists Albums Chart | 10      |
| Norwegian Albums Chart                      | 40      |
| Swiss Albums Chart                          | 23      |
| Swedish Albums Chart                        | 25      |

### Single
| Singel              | Lista                 | Pozycja |
| ------------------- | --------------------- | ------- |
| "Beautiful Morning" | Swedish Singles Chart | 14      |
| "Beautiful Morning" | Swiss Singles Chart   | 32      |
| "Beautiful Morning" | German Singles Chart  | 38      |
| "The Juvenile"      | German Singles Chart  | 78      |
| "Unspeakable"       | Swedish Singles Chart | 45      |
| "Unspeakable"       | German Singles Chart  | 97      |

## Nakład
- Niemcy: 40,000 sprzedanych egzemplarzy
- Japonia: 35,000 sprzedanych egzemplarzy[2]
- Szwecja: 15,000 sprzedanych egzemplarzy

## DVD
Do ekskluzywnej wersji albumu dołączono DVD, na którym zawarto wszystkie utwory z albumu, a także płytę ze wszystkimi teledyskami grupy oprócz "Travel to Romantis". DVD zawiera również pełną dyskografię, biografię, galerię zdjęć zespołu w językach: angielskim i niemieckim.

### Da Capo (album)
- 1 Unspeakable
- 2 Beautiful Morning
- 3 Remember the Words
- 4 Da Capo
- 5 World Down Under
- 6 Ordinary Day
- 7 Wonderful Life
- 8 Show Me Love
- 9 What's the Name of the Game?
- 10 Change with the Light
- 11 Hey Darling
- 12 The Juvenile

### Teledyski
- 1 C'est la Vie
- 2 The Sign
- 3 Beautiful Life
- 4 Always Have, Always Will
- 5 All That She Wants
- 6 Living in Danger
- 7 Don't Turn Around
- 8 Cruel Summer
- 9 Happy Nation
- 10 Lucky Love
- 11 Never Gonna Say I'm Sorry
- 12 Life Is a Flower
- 13 Wheel of Fortune
- 14 Beautiful Morning